# Diecezja Sinop
Diecezja Sinop (łac. Dioecesis Sinopensis) – diecezja Kościoła rzymskokatolickiego w Brazylii. Należy do metropolii Cuiabá, wchodzi w skład regionu kościelnego Oeste 2. Została erygowana przez papieża Jana Pawła II bullą Quo aptius spirituali w dniu 6 lutego 1982.